# Georges Lesueur
Pour les articles homonymes, voir Lesueur.
Cet article possède un paronyme, voir Georges Lesieur.
Georges Lesueur, né le 15 avril 1834 à Bordeaux (Gironde) et mort le 13 octobre 1910 dans le 10e arrondissement de Paris, est un homme politique français.

## Biographie
Georges Lesueur sort de l'École polytechnique en 1856,.
Il est chevalier de la Légion d'honneur.
En 1888, il est élu sénateur.